# ユニフォーム

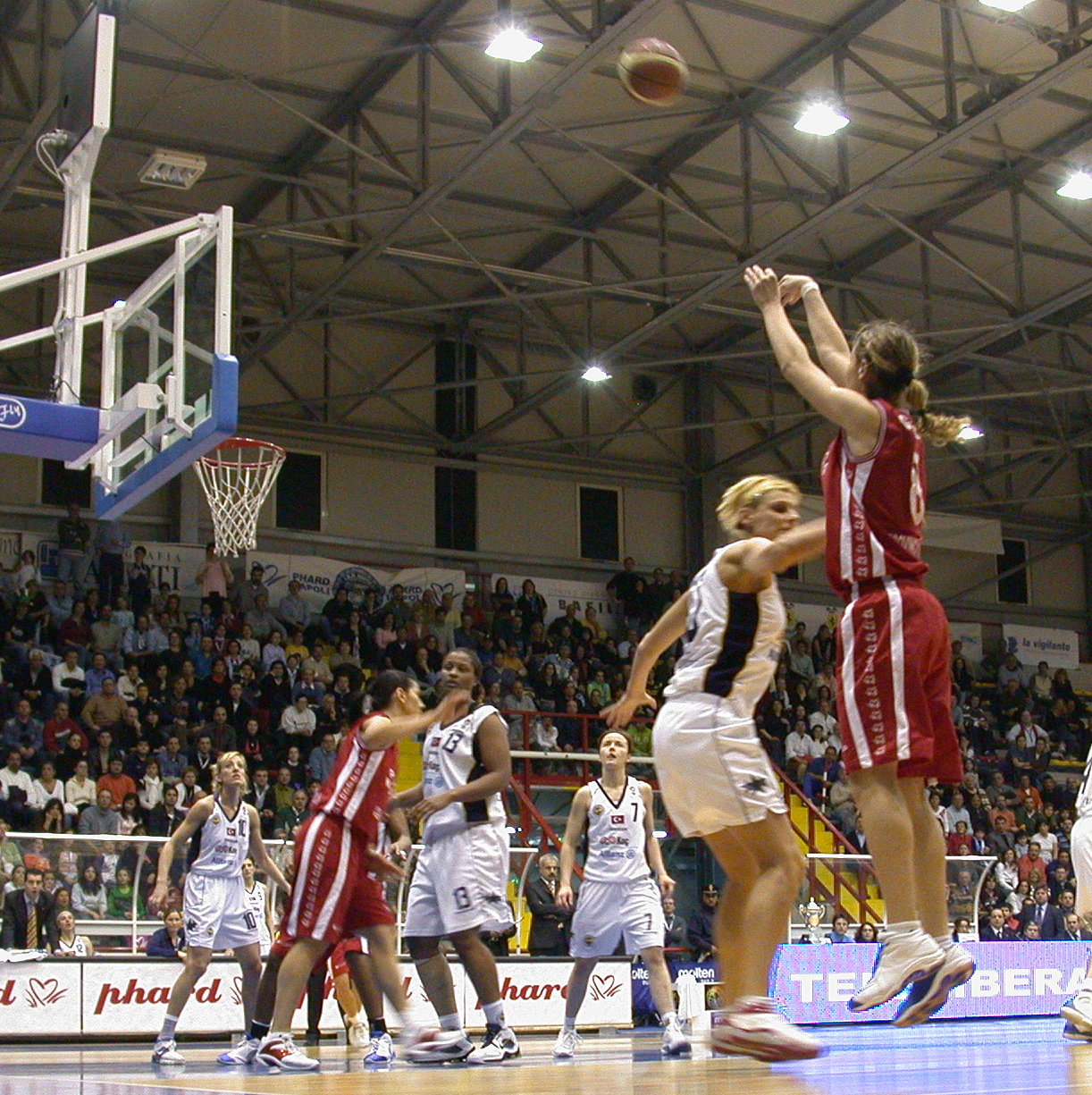
バスケットボールの試合。赤い服のチームと白い服のチームが対戦している。

ユニフォーム（ユニホーム、英: uniform）は、スポーツ、特に団体競技においてチームとして統一性を持った服装のことである。
誤用であるが、カタカナ語としては特定の競技に特化したスポーツウェアのこともユニフォームと呼ぶ。英語のuniformは統一されたスポーツウェア以外に軍隊や警察、学校などの統一された制服も含む。
ユニフォームには、チーム名・選手名・背番号の他、スポンサー企業のロゴ（ユニフォーム広告）などがプリントされる。国際試合では国旗などがプリントされる。
多くの団体競技では規定上で統一された服装を求められる。バレーボールなど一部の団体競技では、リベロなど他の選手との統一感が無いことを規定で求められる場合もある。ただし、それらも一般的にユニフォームと呼ばれる。
オリンピックなどの選手団のそろいの服装も「ユニフォーム」と呼ばれる。そのデザインには、有名な服飾デザイナーが起用されることが比較的多く、また水泳や器械体操など個人競技であっても、選手団を形成するときはそろいのものを着用する。これは、選手団でまとめて購入したり、スポンサーがまとめて提供するからである。

## 特徴
ユニフォームの特徴として、判別の容易化があげられる。特に団体競技となる球技の場合、敵・味方及び審判を一瞬にして判断できる材料として重宝する。そのため球技によっては、対戦相手同士で色が被らないようにする措置が行われる。またユニフォームには、広告塔として使用及び一般人への販売によって、運営団体への重要な収入源になる。ユニフォームを製造するメーカーにとっても知名度の向上、レプリカユニフォームの販売による利益などが見込まれるため、人気チーム、代表チームへの供給権利（ユニフォームサプライヤー契約）料は高額となる。例としてアディダスがサッカー日本代表と結んだ供給権利契約は2007年4月1日から8年間で総額160億円である。
またスポーツ時に常に着ることから、そのスポーツに特化したものとなっている場合が多い。それは素材の通気性、吸汗性、フィット感による着やすさから、身体の保護まで様々な施しを受けている。特にモータースポーツでこれが顕著に表されている。二輪では路面への転落の危険性を常に伴うため、パッドなどプロテクターが入ったもの、四輪では車両内部の火災の危険性を常に伴うため、難燃性素材（難燃加工をしてある天然繊維。化学・合成繊維は絶対に不可）のレーシングスーツ着用が義務になる。

## 競技による規定
競技会において着用するユニフォームは、競技団体によって規定が厳しく定められており、競技者が規定に従っていないユニフォームを着用した場合、競技への参加を拒否され、また参加を強行したとしても失格になることがある。

### スカート・スコート
女子の場合、ボウリングなどの（ワンピースを含めた）スカートや、テニスのようなスコートのユニフォームもある。ミレニアム以降、ランニングスカートも登場した。ボクシングでもトランクスをスカート状に改修する選手が存在する。
フィギュアスケートでは、2000年代前半に村主章枝がスカート（正確にはレオタードに必着のフリル）の下にズボンを履いた衣装で出場。これがきっかけで、その後、女子のズボン着用が正式に認められるようになったという説もある。

## 競技

### 陸上競技

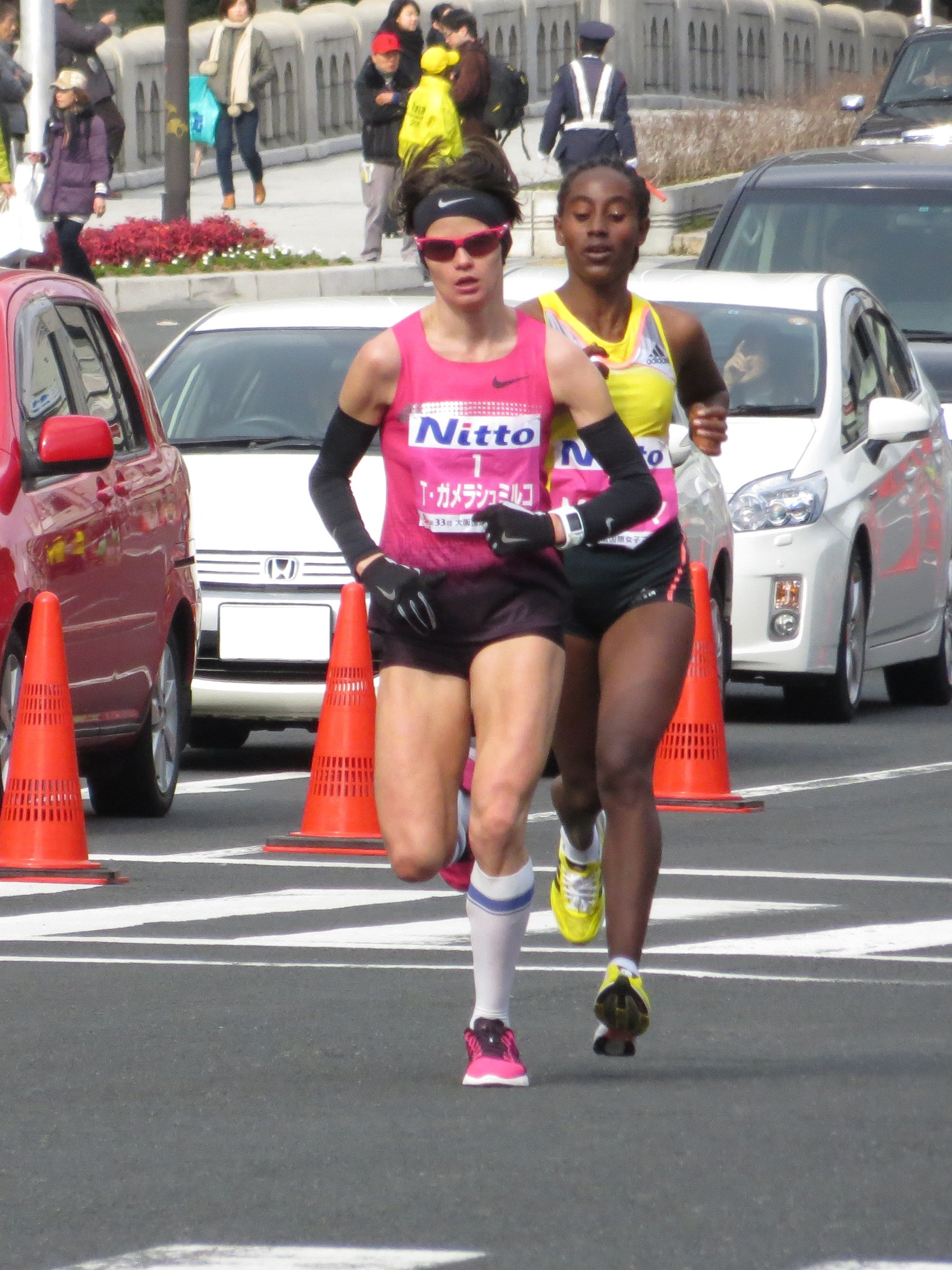
アームウォーマーと手袋を着用するマラソンの選手

競技者は清潔で、不快に思われないようにデザインされ仕立てられた服装を着用しなければならない。その布地は濡れてもすきとおらないものでなければならない。また、審判員の判定を妨げるような服装を着用してはならない。

### 野球
野球では、公認野球規則により、同じチームの各プレーヤーは「同色、同形、同意匠のユニフォーム」を着用すること、背番号をつけることなどが定められている。またホームチームが白、ビジターチームが色付きである。

### サッカー

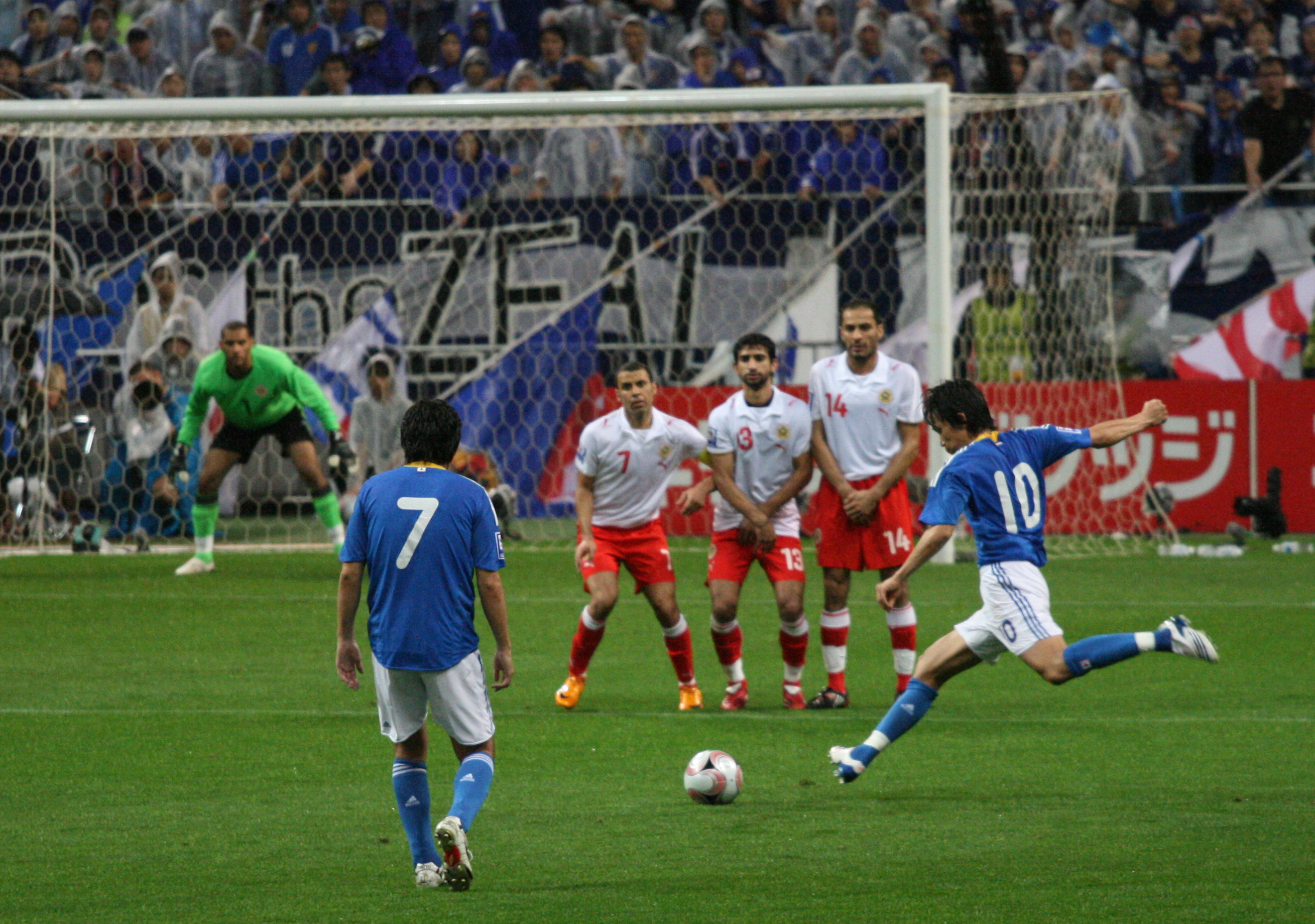
ユニフォームの例。ここでは、青いユニフォームのチームと白いユニフォームのチームが対戦。ゴールキーパーのユニフォームは緑色である。青チームによるフリーキックの瞬間。

サッカーでは大きく分けて競技者と審判の2つにわけられる。試合ではこの2つが確実に区別できるようなデザインを選ばなければならない。これに加えて、対戦するチーム同士で色彩が被ってはいけない。これらは後述するゴールキーパーのユニフォームも例外ではない。そのためチームには、1stカラーと2ndカラーの2種類が存在しており、事前の協議でこれらの問題を決めておく。
チーム内では、ゴールキーパーとそれ以外の選手ではユニフォームの色が異なっている。これはゴールキーパーというポジションが他の選手とは異質でありまた特別のルールが存在するため、他の選手との判別の容易化を促している。また自チーム・相手チーム・相手チームのGKとは異なる色のユニフォームを着用しなければならない。
素材は汗が付きにくいメッシュのものが多い。試合終了後にはお互いのユニフォームを交換する姿が見られる。これは互いの健闘を称え合う意味合いでサッカー（また、ルーツが同じ球技であるラグビー）独自の光景である。特にワールドカップ、UEFAチャンピオンズリーグなど大きな大会でこの光景は見られる。近年のワールドカップでは1試合ごとに1着ずつ日付・対戦相手・試合地が刻まれたユニフォームが用意されることが通例になっている。
現在のように各メーカーがユニフォームの素材やデザインに独自の工夫を行うようになったのが1950年代頃、各メーカーのロゴが入ったユニフォームが初めて一般販売されたのが1970年代頃とされ、1980年代になるとサポーターがスポンサーロゴの入ったレプリカユニフォームを着て観戦する習慣が定着したとされている。日本では1990年代にデサント（アディダス）が日本国内で日本代表のユニフォームを発売したのが始まりで、1993年のJリーグ誕生を機に広まって定着した。
またサッカー競技規則では「袖のあるジャージまたはシャツ」「それぞれに個別の者」しか認めていない。これはカメルーン代表が「ノースリーブユニフォーム」、「ワンピースユニフォーム」でワールドカップに出場しようとした経緯があり、国際サッカー連盟（FIFA）がこのユニフォームの使用を認めず、さらに規定で明文化したものである。

### バスケットボール
国際バスケットボール連盟が定める「Official Basketball Rules」において規程されている。

### バレーボール
リベロはそれ以外の選手と異なるユニフォーム（ジャージだけでもよい）を着用することがルールに定められている。

## レプリカユニフォームとオーセンティックユニフォーム
サッカーや野球などの競技でチームのレプリカユニフォームが製造されている。選手が実際に着用しているものとほぼ同じものはオーセンティックユニフォームと呼ばれ、パフォーマンスを高める工夫が施された作りとなっており、またサイズも体格のいい選手向けに大きい物が用意されているが、レプリカユニフォームはこれに対し、商品性をより高めたものとなっており、素材や縫製などがオーセンティックユニフォームと異なる。サイズもＬを超える物はない。レプリカのものは裏地などの素材を簡易化して機能性や素材の質は実物のユニフォームより劣るが、耐久性に関しては実物のユニフォームより高い仕様となっており、実用性を考えた作りとなっている。レプリカユニフォームは偽物と誤解されがちなことがあるが、公式のユニフォームメーカーが作ったものの名称であるため、れっきとした正規品である。

## その他
- 「U」を正確に伝達するための、国際的な頭文字の規則の通称（フォネティックコード）
- 「ユニフォームを脱ぐ」という言葉は引退する、という意味でも使われる。